# Nanocristal
Geralmente, nanocristal é um termo usado para definir uma  nanopartícula cristalina.
Algumas fontes definem nanocristal como qualquer cristal nanoestruturado (no mínimo uma dimensão na escala nano, = 100 nm). Outras fontes costumam definir como uma nanopartícula com qualquer tipo de estrutura cristalina.

## Sumário
Em geral,  qualquer objeto com todas as dimensões menores que 0,1 micrometro, 100 nanometros, pode ser chamado de nanopartícula, não nanocristal. No caso de
um único cristal ou um policristal com essas dimensões pode ser chamado de nanocristal.

## Economia
Tem se apresentado grande interesse em nanopartículas cristalinas por muitos motivos:
- Nanocristais de silício são muito eficientes na emissão de luz, enquanto o silício bulk não, e os nanocristais de silício também podem ser mais eficientes que o silício bulk quando usados em componentes de memória.[4]
- Nanocristais feitos de zeólito são usados para tansformar óleo bruto em diesel em uma refinaria de petróleo da Exxonmobil em Lousiana. O uso dos nanocristais de zeólito tornam o processo mais barato que o usual.
- Filmes finos , células solares e muitos outras estruturas e processos se tornam muito mais eficientes e baratos com nanoestruturas cristalinas.

## Nanocristal de celulose (CNC)
Os nanocristais de celulose (CNC) são obtidos através da hidrólise ácida em duas formas: soluções diluídas e soluções concentradas. Nessa o custo do processo é menor devido à possiblidade de condições com menor temperatura e menor pressão. Para essa hidrólise, os ácidos mais utilizados são os ácidos: sulfúrico, clorídrico, fosfórico e oxálico.
Vantagens:
- Elevadas propriedades mecânicas
- Baixa densidade
- Alta cristalinidade
- Leveza
- Biocompatibilidade

Aplicações:
- Modificação de superfícies de papéis
- Nanocompósitos poliméricos
- Reforços de tintas e vernizes